# Dmitri Dmitrijewitsch Mischin
Dmitri Dmitrijewitsch Mischin (russisch Дмитрий Дмитриевич Мишин; * 25. Januar / 7. Februar 1919 in Turinsk; † 26. August 1998 Twer) war ein sowjetischer und russischer Physiker, habilitierter Doktor der Physik und Mathematik, Professor und Gründer der wissenschaftlichen Schule für Magnetwissenschaft an der Staatlichen Universität Twer.

## Studium und Berufseinstieg
Im Jahr 1934 begann er im Inventurbüro der Stadt Irbit zu arbeiten. Von 1936 bis 1938 studierte er an der Arbeiterfakultät des Permer Landwirtschaftlichen Instituts in Irbit. Während seines Studiums an der Fakultät für Physik und Mathematik der Staatlichen Universität Ural (1938–1942) war einer seiner Mentoren R. I. Janus. Nach seinem Abschluss an der Universität arbeitete er 1942 als Ingenieur für Spektroskopie im Militärwerk Nr. 217 Geophysik des Rüstungsministeriums (derzeit Yalamow Optisch-Mechanische Fabrik des Uralgebiets), das 1941 aus Moskau evakuiert wurde. Das Labor leitete ein Absolvent der Abteilung für Magnetismus, Fakultät für Physik der Moskauer Staatlichen Universität A. A. Chobanyan. Später leitete Dmitri Mischin die Technologieabteilung im selben Werk bis 1948.

## Arbeit an der Staatlichen Universität Ural
1951 verteidigte er nach seiner Promotion seine Dissertation zum Thema Die Auswirkung geringer elastischer Spannungen auf die anfängliche Störanfälligkeit von Ferromagneten. 1950–1971 arbeitete er als Dozent, dann als Juniorprofessor in der Abteilung für Experimentalphysik, dann ab 1958 in der Abteilung für Magnetismus, Fakultät für Physik der Staatlichen Universität Ural. Gegenstand der Studien war die Auswirkung einer realen, fehlerhaften Kristallstruktur auf die magnetischen Eigenschaften magnetischer Materialien, einschließlich solcher mit Seltenerdkomponenten. Die phänomenologischen quantitativen Gesetze der Auswirkung der Versetzungen auf der Domänenstruktur und die magnetischen Eigenschaften elektrischer Stähle wurden aufgestellt. In den Jahren 1954–1955 untersuchten Professor J. S. Shur und Dozent D. D. Mischin mit Doktoranden im Auftrag des Werch-Isetsk-Metallwerk die Homogenität der magnetischen Eigenschaften von Transformatorstahl entlang eines Blechs. D. D. Mischin war einer der Gründer und Leiter (1962–1971) des Problemlabors für Permanentmagnete (PLPM) an der Ural Staatsuniversität (derzeit Abteilung für Festkörpermagnetismus des Forschungsinstituts für Physik und angewandte Mathematik). Im Jahr 1969 führte die gemeinsame Forschungsarbeit des PLPM mit der Pyshma-Versuchsanlage zur Organisation eines Versuchsstandorts für die Herstellung von Permanentmagneten auf der Basis von Erdmetall-Kobalt-Legierungen. Die ersten Magnete wurden nur durch Pressen des ursprünglichen Pulvers hergestellt, später wurde eine spezielle Pulversintertechnologie entwickelt und angewendet, die es ermöglichte, die magnetischen und betrieblichen Eigenschaften von Permanentmagneten zu verbessern. 1970 verteidigte D. D. Mischin seine Dissertation (Habilitation) zum Thema Die Auswirkung der Versetzungsstruktur auf die Suszeptibilität und die Koerzitivkraft von siliciumhaltigem Eisen.

## Arbeit an der Staatlichen Universität Twer
Im Jahr 1971 wurde das pädagogische Institut in der Stadt Kalinin (bis 1931 und seit 1990 Twer) in den Universitätsrang erhoben. Dmitri Mischin zog nach Kalinin und begann an der Kalinin State University (KSU) zu arbeiten. 1972 organisierte er die Abteilung für Magnetismus an der Fakultät für Physik der KSU. In Doktorarbeiten untersuchten seine Doktoranden die Ummagnetisierungsprozesse in Seltenerdmetalllegierungen (Sm, Pr, Nd, Dy usw.) mit Metallen der Eisen- und Borgruppen. Es wurde ein Verfahren zur Herstellung von Permanentmagneten mit verbesserten Eigenschaften entwickelt, wobei die Gesetze festgelegt wurden, die die Änderungen der Domänenstruktur von Permanentmagneten aufregeln. Die Umsetzung der Ergebnisse seiner Arbeit in der Industrie wurde durch Gold- und Silbermedaillen der sowjetischen Ausstellung der Erfolge der Volkswirtschaft in den Jahren 1987–1990 gewürdigt. 1988 fand in Kalinin auf Beschluss der Akademie der Wissenschaften der UdSSR die 18. Allunionskonferenz über die Physik magnetischer Phänomene am Institut für Magnetismus der KSU statt. 1996 wurde D. D. Mischin Honorarprofessor an der Staatlichen Universität Twer.

## Wissenschaftliche und pädagogische Aktivitäten
D. D. Mischin ist Autor von ca. zweihundert wissenschaftlichen Veröffentlichungen, einer Monographie und fünfzehn Erfindungszeugnissen, zwei Erfindungspatenten, zwei Gebrauchsmustern sowie alleiniger Erfinder und Patentinhaber von zwei Erfindungen mit den Patentnummern 2125333 und  2112294.

## Schriften
- Mischin, D. D. (1991): Magnetische Materialien. [Auf Russisch]. M .: Höhere Schule. p. 384. ISBN 5-06-000628-X.
- D. D. Mischin (verantwortlicher Redaktor) und andere (1973–1992): Physik magnetischer Materialien: Interuniversity sb. Scientific tr (auf Russisch). Twer: Twer. staatliche Universitätspresse.

## Auszeichnungen
- Medaille „Für heldenmütige Arbeit im Großen Vaterländischen Krieg 1941–1945“ (1945)
- Jubiläumsmedaille Zum Gedenken an den 100. Jahrestag der Geburt von Wladimir Iljitsch Lenin für tapfere Arbeit.
- Medaille Veteran der Arbeit
- Abzeichen Erfinder der UdSSR

## Gedenken
Im Mai 2002 schlug Rektor A. N. Kudinov auf dem Allrussischen Schulseminar Magnetische Anisotropie und Hystereseeigenschaften von Seltenerdlegierungen, das dem 30. Jahrestag des Instituts für Magnetismus an der Staatlichen Universität Twer gewidmet war, die Einrichtung eines nach D. D. Mischin benannten Stipendiums für die besten Studenten der Fakultät für Physik vor.